# Лёгкое пехотное орудие 7,5 cm leIG 18
7,5 cm leichtes Infanteriegeschütz 18 (сокр. 7,5 cm leIG 18, 7,5 cm le.IG.18 или 7,5 cm le.I.G. 18, произносится приблизительно как ля́йхтес инфантери́гешютц) — немецкое лёгкое пехотное орудие периода Второй мировой войны. Эта артиллерийская система была разработана в 1927 году фирмой «Рейнметалл» для непосредственной поддержки пехоты в бою, но, в отличие от сходных образцов в армиях других стран, имела очень большой максимальный угол возвышения и раздельно-гильзовое заряжание с переменной мощностью метательного заряда. В результате орудие обладало очень широкими возможностями по выбору траектории полёта снаряда и, как следствие, высокой эффективностью и гибкостью в применении. Фактически оно сочетало в себе свойства пушки, гаубицы и мортиры. В начале 1930-х годов le.IG.18 было принято на вооружение рейхсвера. После преобразования последнего в вермахт оно активно использовалось им и войсками СС во Второй мировой войне с момента её начала и до безоговорочной капитуляции Третьего рейха. Для обозначения этих орудий в Красной Армии использовался термин «75-мм немецкое лёгкое пехотное орудие обр. 18».

## История

### Предпосылки, создание и развитие
В годы Первой мировой войны армия кайзеровской Германской империи не имела специализированных пехотных (полковых) орудий, при необходимости их функции выполняли придаваемые пехотным подразделениям 77-мм дивизионные пушки 7,7 cm Feldkanone 96 n.A. Однако практика показала неприспособленность дивизионных орудий к этой роли — вследствие больших габаритов и массы их подвижность на поле боя была недостаточной. В связи с этим ещё в годы войны была начата разработка специализированных пехотных орудий, завершившаяся созданием к 1918 году фирмой «Крупп» 77-мм пехотного орудия Infanteriegeschütz 18 (I.G.18). По сравнению с дивизионными орудиями эта артиллерийская система отличалась более слабой баллистикой за счёт уменьшения длины ствола до 23 калибров, что, в свою очередь, позволило снизить массу пушки до 650 кг. В то же время максимальный угол вертикального наведения остался практически таким же, как и у дивизионных орудий, и составлял +15°, что не позволяло вести навесную стрельбу. В связи с поражением Германии в войне пушка I.G.18 на вооружение не поступала и серийно не производилась.
Заключённый в 1919 году Версальский договор наложил тяжёлые ограничения на качественный и количественный состав послевоенных вооружённых сил Германии — рейхсвера. Ему было дозволено иметь небольшое количество полевой артиллерии в составе разрешённых семи пехотных и трёх кавалерийских дивизий, а её модельный ряд был ограничен статьёй 165 договора 77-мм полевыми пушками и 105-мм полевыми гаубицами. Регламентации подверглась и их организационно-штатная структура, в которой все орудия пехотной дивизии сводились в её единственный артиллерийский полк, а обычные полки́ лишались права иметь средства качественного усиления своей боевой мощи, которыми как раз в немецкой армии и были пехотные орудия. Статьёй 170 Германии явно запрещался импорт и экспорт любого военного снаряжения, а статья 164 оговаривала производство новых орудий только для замены уже имеющихся. Поскольку статьёй 165 устанавливался общий лимит для всего рейхсвера в 204 77-мм полевых пушки, а в наличии их имелось гораздо больше, то отпадала необходимость в даже в небольшой серии новых орудий. Согласно статье 169, излишки вооружения после сокращения вооружённых сил до установленных договором пределов должны были быть выданы победившим союзникам. С целью наблюдения за соблюдением условий Версальского договора вводился институт контрольных комиссий.

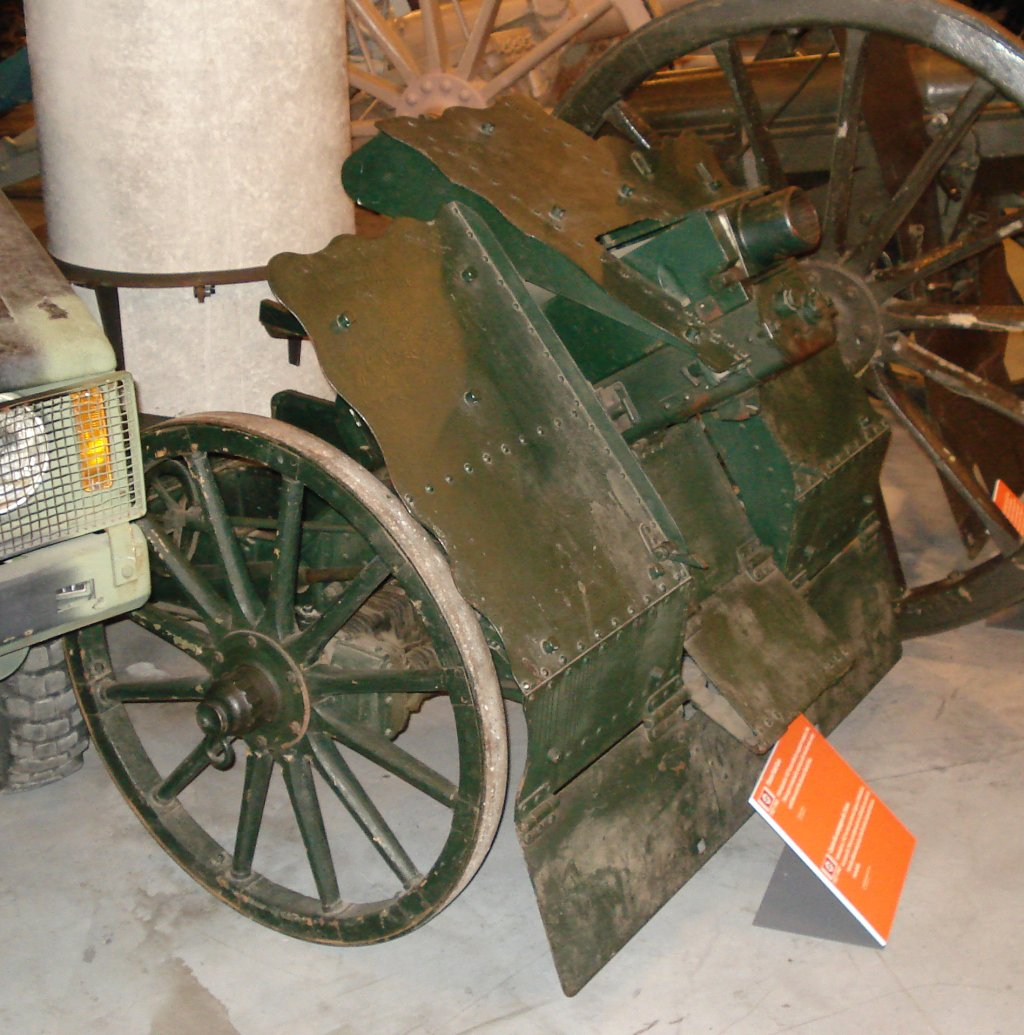
Модификация 7,5 cm le.IG.18 с деревянными колёсами

Таким образом, хотя в Версальском договоре явно нигде не прописан запрет на разработку новых 75-мм полевых орудий, все вышеперечисленные его положения фактически вводили его в действие. Руководство рейхсвера, тем не менее, не желало смириться с существующим положением дел и втайне начало прорабатывать пути обхода наложенных ограничений. В области артиллерийских вооружений такая возможность представилась путём международного сотрудничества с Советским Союзом под эгидой подставных фирм известных немецких оружейных концернов, а также со Швейцарией и Швецией через продажу патентной и технической документации на перспективные образцы. Не были забыты и собственные разработки, но их приходилось вести в обстановке строжайшей секретности. Пехотные орудия, предназначенные для полкового звена армейской иерархии, не соответствовали версальским ограничениям, а потому их развитие требовало серьёзных мер предосторожности. Одной из таких мер являлось официальное обозначение новых по сути образцов вооружения 1918-м годом для «отвода глаз» союзнических контрольных комиссий от конспиративных разработок.
Как следствие такой секретности, о ранних этапах разработки 7,5 cm le.IG.18 практически ничего не известно. Фирма «Рейнметалл» построила его первые опытные образцы в 1927 году, как и у ряда других орудий индекс «18» служил маскировочным целям, в течение как минимум трёх последующих лет продолжались испытания в войсках и доводка конструкции. Преемственности проекта с I.G.18 орудие не имело. Согласно ряду источников, окончательное принятие на вооружение последовало в 1932 году, немецкий историк Александр Людеке высказывается об этом с меньшей степенью определённости — «в начале 1930-х гг.»
После преобразования рейхсвера в вермахт и денонсирования запрещающих статей Версальского договора дальнейшее развитие немецкой артиллерии стало менее секретным. Уже поступившее на службу лёгкое пехотное орудие le.IG.18 стало базой для дальнейших работ, в частности по горным и авиадесантируемым артиллерийским системам. Однако, несмотря на мелкосерийный выпуск модификаций для такого применения (85 шт. le.Geb.IG.18 и 8 шт. le.IG.18F соответственно), основой артиллерийского вооружения горных и парашютных частей они так и не стали. В первом случае предпочтение было отдано специализированным горным, а во втором — безоткатным орудиям. Также не вышел за пределы опытных образцов усовершенствованный вариант пехотного орудия 7,5 cm Infanteriegeschütz L/13, работы по которому велись в середине 1930-х годов. Однако интенсивный процесс моторизации вермахта привёл к появлению и принятию на вооружение модификации le.IG.18, приспособленной для быстрой возки посредством механической тяги, с 1937 года такие орудия с новым колёсным ходом и подрессориванием стали поступать в войска.
В 1940 году Управление вооружений сухопутных сил (нем. Heereswaffenamt) выдвинуло требования к современному пехотному орудию, которые привели к созданию в середине войны совершенно новых образцов 7,5 cm Infanteriegeschütz 42 и 7,5 cm Infanteriegeschütz 37. Они отличались от le.IG.18 как несколько более мощной баллистикой, так и типом лафета с уменьшенным максимальным углом возвышения, но большим горизонтальным сектором обстрела.

### Серийное производство
Орудие начало поступать в войска с 1932 года, к 1 сентября 1939 года вермахт располагал 2933 лёгкими пехотными орудиями. Серийное производство leIG 18 продолжалось до самого конца войны, причём с 1944 года — параллельно с лёгкими пехотными орудиями других моделей. Общее количество выпущенных орудий составило порядка 11 000 шт. Стоимость производства орудия в 1939 году составляла 6700 рейхсмарок.
| Производство 75-мм лёгких пехотных орудий 7,5 cm leIG 18 (с 1939 года), шт. |      |      |      |      |      |      |      |
| год                                                                         | 1939 | 1940 | 1941 | 1942 | 1943 | 1944 | 1945 |
| шт.                                                                         | 290  | 850  | 1115 | 1188 | 1965 | 2309 | 549  |

|      | 1   | 2   | 3   | 4   | 5   | 6   | 7   | 8   | 9   | 10  | 11  | 12  | Всего |
| ---- | --- | --- | --- | --- | --- | --- | --- | --- | --- | --- | --- | --- | ----- |
| 1939 |     |     |     |     |     |     |     |     | 74  | 78  | 69  | 69  | 290   |
| 1940 | 70  | 52  | 38  | 51  | 85  | 80  | 97  | 91  | 70  | 84  | 70  | 64  | 852   |
| 1941 | 59  | 103 | 116 | 111 | 110 | 117 | 150 | 100 | 65  | 83  | 40  | 58  | 1112  |
| 1942 | 40  | 103 | 216 | 142 | 82  | 79  | 65  | 83  | 93  | 80  | 78  | 130 | 1191  |
| 1943 | 130 | 132 | 143 | 154 | 165 | 170 | 170 | 170 | 170 | 170 | 170 | ?   | ?     |

В широких масштабах (до 10 млн шт. в год) производились и боеприпасы для лёгких пехотных орудий.
| Производство снарядов для 75-мм лёгких пехотных орудий (с 1939 года), тыс. шт. |       |      |       |        |        |          |      |
| год                                                                            | 1939  | 1940 | 1941  | 1942   | 1943   | 1944     | 1945 |
| тыс. шт.                                                                       | 628,4 | 3137 | 976,9 | 4145,1 | 9212,9 | 10 664,8 | 1332 |

### Организационно-штатная структура
Лёгкие пехотные орудия в вермахте и войсках СС выполняли функции полковой, а в ряде случаев и батальонной артиллерии. В полках немецких пехотных и моторизованных дивизий имелась рота пехотных орудий в составе 6 le.IG.18 и 2 тяжёлых пехотных орудий sIG 33; кроме того, 2 лёгких пехотных орудия полагалось по штату разведывательному батальону дивизии. Всего пехотной дивизия насчитывала 20 лёгких и 6 тяжёлых пехотных орудий (моторизованная, за счёт меньшего количества полков, — соответственно 14 и 4). В полках пехотных дивизий народного ополчения (пехотные дивизии сокращённой численности, формировавшиеся в 1944—1945 годах под руководством функционеров НСДАП) рота пехотных орудий имела 8 120-мм миномётов и 4 лёгких пехотных орудия. В охранных дивизиях имелся один пехотный полк, в состав которого входила рота в составе 6 лёгких пехотных орудий.
В лёгких пехотных дивизиях (формировавшихся с 1941 года для действий на пересечённой местности) в каждом пехотном батальоне имелась рота поддержки в составе 6 миномётов калибра 81 мм и 2 лёгких пехотных орудий, всего 12 орудий в дивизии. В горных дивизиях в каждом батальоне имелось 2 лёгких горных пехотных орудия и ещё два орудия в самокатном батальоне, всего 14 орудий в дивизии.
В моторизованных полках танковых дивизий имелось 2 лёгких пехотных орудия в каждом батальоне, а также 4 лёгких и 2 тяжёлых пехотных орудия в полковой роте пехотных орудий. Мотоциклетный (позднее разведывательный) батальон танковых дивизий располагал ещё 2 лёгкими пехотными орудиями. Всего в танковой дивизии вермахта имелось 22 лёгких и 4 тяжёлых пехотных орудия. Больше всего лёгких пехотных орудий было в кавалерийской дивизии — 28 штук (по 8 орудий в каждом полку и ещё 4 орудия в самокатном батальоне).
Организационно-штатная структура частей вермахта и войск СС в течение войны неоднократно изменялась, соответственно менялось и количество положенных по штату пехотных орудий. Кроме того, во второй половине войны в ряде случаев вместо штатных лёгких пехотных орудий использовались 120-мм миномёты.

### Служба и боевое применение

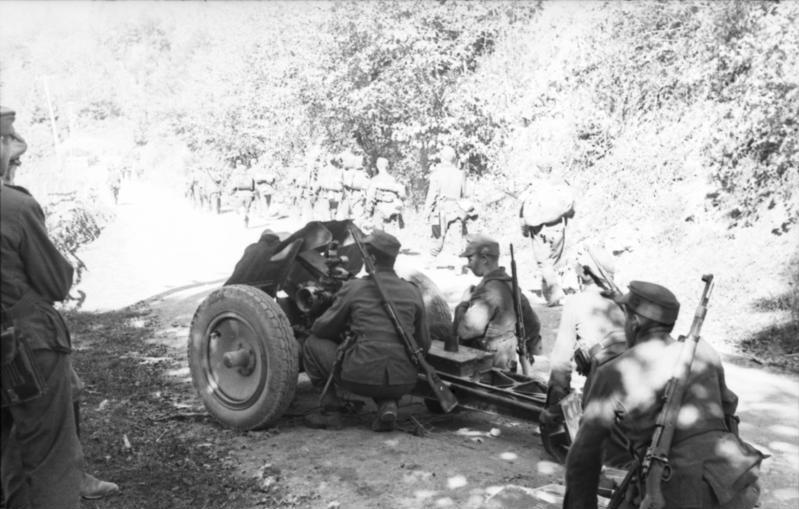
7,5 cm le.IG.18 на боевой позиции

Орудие 7,5 cm le.IG.18 предназначалось для поддержки огнём и колёсами пехоты непосредственно на поле боя. В его функции входило поражение открыто расположенной и укрытой пехоты, огневых точек, полевой артиллерии и миномётов противника. При необходимости орудие могло вести борьбу и с вражеской бронетехникой.
Ввиду продолжительности и массовости серийного выпуска, а также наличия данных орудий в организационно-штатной структуре большинства частей вермахта и СС le.IG.18 имели очень широкое применение в ходе Второй мировой войны. По состоянию на 1 сентября 1939 года, немецкая армия имела 2933 лёгких пехотных орудия и 3506 тыс. выстрелов к ним. К 1 апреля 1940 года количество орудий этого типа возросло до 3327 шт. В ходе кампании во Франции с 10 мая по 20 июня 1940 года было потеряно 154 лёгких пехотных орудия.
На 1 июня 1941 года вооружённые силы Третьего рейха располагали 4176 лёгкими пехотными орудиями и 7956 тыс. выстрелов к ним. Их потери были значительны — только с 1 декабря 1941 года по 28 февраля 1942 года было потеряно 510 орудий этого типа, с октября 1944-го по февраль 1945 года — 1131 орудие. На начало марта 1945 года вермахт и войска СС насчитывали в своём составе 2594 единицы le.IG.18, которые активно использовались вплоть до своей капитуляции. В 1942 году было израсходовано 6200 тыс. выстрелов для лёгких пехотных орудий, в 1943 году — 7796 тыс., в 1944 году — 10817 тыс. и за январь — февраль 1945 года 1750 тыс. выстрелов.
Служба le.IG.18 на немецкой земле не окончилась и после Второй мировой войны. В советской зоне оккупации после провозглашения Германской Демократической Республики с ведома и негласного разрешения советской военной администрации началось создание военизированных формирований под эгидой министерства внутренних дел вновь образованного государства. Позже они послужили базой для организации казарменной народной полиции, ставшей впоследствии ядром Национальной народной армии ГДР. Однако ещё до их официального учреждения le.IG.18 использовались в учебном процессе подготовки личного состава до 1952 года включительно.
Трофейные 7,5 cm le.IG.18 эпизодически использовались Красной Армией, в 1943 году Главное артиллерийское управление даже выпустило для них краткие таблицы стрельбы.

## Описание конструкции
Конструктивно 7,5 cm leichtes Infanteriegeschütz 18 представляло собой лёгкое полевое орудие непосредственной поддержки пехоты с относительно слабой баллистикой и сочетавшее в себе возможности пушки, гаубицы и мортиры.

### Ствол и противооткатные устройства
Ствол нарезной, моноблочной технологии изготовления, имеет массу в 34 кг. В его канале были сделаны 24 нареза постоянной крутизны 25,6 калибров (7°). Глубина и ширина нареза составляли 0,55 мм и 6,1 мм соответственно, ширина поля равнялась 3,7 мм. Ствол соединён с салазками с помощью двух цапф, расположенных в его дульной части. При её поднимании и опускании эти цапфы служат осью вращения.
Орудие не имело затвора в обычном понимании этого слова. Механизмы, необходимые для производства выстрела и экстракции стреляной гильзы, собраны в казённой части салазок. Для заряжания казённая часть ствола при помощи специальной рукоятки, укреплённой на салазках, приподнимается вверх над их казённой частью, при этом происходит экстракция стреляной гильзы. После заряжания казённая часть ствола опускается. Похожая конструктивная схема используется в классических гладкоствольных охотничьих ружьях.
Противооткатные устройства смонтированы в люльке под стволом. Справа находится гидропневматический накатник, слева — гидравлический тормоз отката веретённого типа с компенсатором. При выстреле противооткатные устройства неподвижны. Нормальная длина отката составляет 480 мм, максимальная — 500 мм; откатывающиеся части имеют массу 104 кг.
Прицельные приспособления качающиеся, независимые от орудия и с независимой линией прицеливания. Состоят из собственно прицела и артиллерийской панорамы.

### Лафет

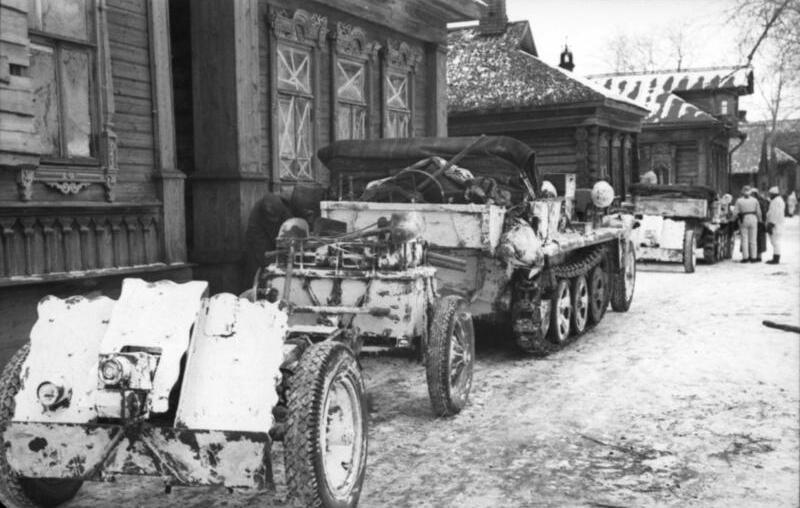
7,5 cm le.IG.18 с передком и тягачом

Ствольная группа орудия размещалась на однобрусном лафете, основой которого служил коробчатый станок, снабжённый крупным сошником. При горизонтальном наведении, угол которого не превышал 11°, станок скользил по боевой оси при помощи винтового поворотного механизма. Угол вертикального наведения в диапазоне от −10 до +75° устанавливался посредством подъёмного механизма секторного типа. Поскольку ствольная группа не была уравновешена в цапфах, орудие оснащалось уравновешивающим пружинным механизмом. Для прикрытия расчёта от пулевого обстрела, осколков и ударных волн близких разрывов во фронтальном секторе предназначался орудийный щит достаточно большой площади. Он состоял из нескольких частей: основного неподвижного щита, прикреплявшегося к нему снизу откидного щита, а также закреплённого на качающейся части орудия подвижного щита. В левой верхней части неподвижного щита имелось специальное закрывающееся окошко, предназначенное для наблюдения через панораму прицела.
Ход орудия состоит из подрессоренной боевой оси двутаврового сечения и двух деревянных колёс с железными шинами, при переводе орудия в боевое положение подрессоривание отключается. Для вооружения моторизованных частей с 1937 года производилась особая модификация орудия. От предыдущего варианта она отличалась наличием металлических дисковых колёс, снабжённых пневматическими шинами, и иной конструкцией подрессоривания с качающимися кривошипами. Это позволяло обеспечивать возку по хорошей дороге со скоростью до 50 км/ч. Орудие могло транспортироваться как механической, так и конной тягой. В последнем случае использовался передок, причём для всей упряжки было достаточно одной лошади. При перемещении механической тягой использовались колёсные тягачи Kfz.12 и Kfz.69, в механизированных подразделениях также могли использоваться полугусеничные тягачи Sd.Kfz.251/4, являвшиеся специализированным для нужд артиллеристов вариантом бронетранспортёра Sd.Kfz.251. Также на практике в качестве средств тяги могли применяться разнообразные машины, имевшиеся в распоряжении вермахта. Например, известно использование в этом качестве трофейных танков Т-60 или Т-70 со снятыми башнями. На поле боя орудие легко перемещалось расчётом вручную, при необходимости использовались специальные лямки. Также орудие могло быть разобрано на пять частей и транспортироваться на вьюках.

## Модификации

### Серийные
- Первый по времени производства вариант с деревянными колёсами;
- Модификация с дисковыми металлическими колёсами с резиновыми шинами и иной конструкцией подрессоривания, производилась с 1937 года для моторизованных частей;
- 7,5 cm leichtes Gebirgsinfanteriegeschütz 18 (сокр. le.Geb.IG.18, leGebIG 18) — горный вариант лёгкого пехотного орудия. В отличие от le.IG.18, данное орудие имело лафет с трубчатыми раздвижными станинами, что позволило увеличить угол горизонтального наведения до 35°, иную конструкцию щитового прикрытия, а также возможность разборки на 10 частей, что позволяло использовать не только конские, но и людские вьюки. Колёса деревянные, при необходимости могли заменяться на специальные широкие полозья. Масса орудия — 440 кг, баллистические характеристики по сравнению с прототипом не изменились. В 1939 году в войска было поставлено 95 таких орудий[22]. Вооружение ими горных частей рассматривалось как временная мера до поступления специализированных горных орудий 7,5 cm Gebirgsgeschütz 36, но le.Geb.IG.18 использовались в боях вплоть до 1945 года включительно[8];
- 7,5 cm leichtes Infanteriegeschütz 18F (сокр. le.IG.18F, leIG 18F) — авиадесантируемый (отсюда литера F в обозначении орудия, от нем. Fallschirm — парашют) вариант лёгкого пехотного орудия, с упразднённым щитом, что позволило сэкономить 75 кг массы. Прочие конструктивные изменения касались в основном введённой для него схемой сборки-разборки, чтобы дозволить парашютное десантирование в четырёх специальных контейнерах. Для парашютных войск было изготовлено только 8 экземпляров данной артиллерийской системы, в дальнейшем предпочтение было отдано так называемым «лёгким орудиям», которые выполнялись по безоткатной схеме[8].

### Опытные
- 7,5 cm Infanteriegeschütz L/13 (сокр. IG. L/13) — не вышедшая из стадии опытной разработки в середине 1930-х годов модель, являвшаяся дальнейшим развитием конструкции le.IG.18[8].

## Боеприпасы и баллистика

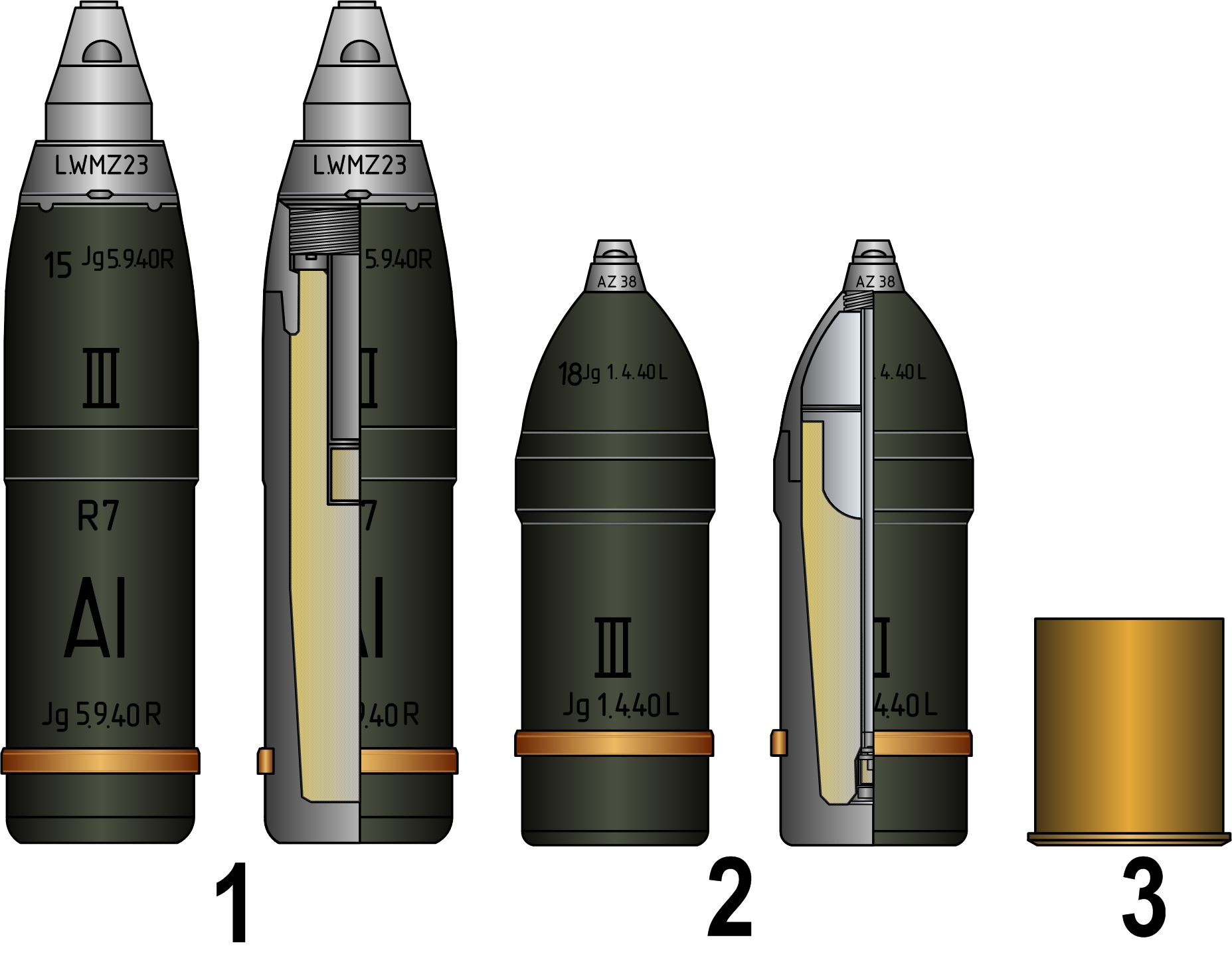
Боеприпасы к 7,5 cm leichtes Infanteriegeschütz 18:
1. Осколочно-фугасный снаряд 7,5 cm Igr.18 Al со взрывателем L.W.M.Z.23.
2. Кумулятивный снаряд 7,5 cm Igr.38 со взрывателем A.Z.38.
3. Латунная гильза.

Лёгкие пехотные орудия 7,5 cm leichtes Infanteriegeschütz 18 комплектовались выстрелами раздельного заряжания, а точнее полуунитарного заряжания, т.к. после комплектации заряда снаряд устанавливался в гильзу, и заряжание производилось в одно действие выстрелом в целом как при досылании унитарного патрона. Некоторые выстрелы с кумулятивными снарядами представляли собой унитарный патрон. В латунную или стальную гильзу высотой 89 мм вкладывались метательные заряды из нитроглицеринового пластинчатого пороха марки Ngl.Pl.P. в виде круглых дисков, сшитых в пучки. Нумерация зарядов начиналась с наименьшего по мощности № 1 (основной пучок) до наибольшего, который имел № 5. Увеличение заряда производилось добавлением в гильзу соответствующих пучков, например, второй заряд состоял из пучков № 1 и 2, и т. д. Таким образом, в гильзе орудия можно было скомплектовать от одного до 5 зарядов, при стрельбе которыми осколочно-фугасной гранатой 7,5 cm Igr.18 начальная скорость составляла 92, 109, 131, 167, 212 м/с (наибольшая дальность стрельбы — 810, 1110, 1520, 2300, 3480 м соответственно). Масса пороха составляла от 15,5 г в первом заряде до 71,5 г в пятом заряде. Кумулятивным снарядом стреляли только на пятом заряде.
Ассортимент снарядов le.IG.18 был невелик и включал в себя две разновидности осколочно-фугасных снарядов, два типа кумулятивных снарядов, а также снаряд для целеуказания. Осколочно-фугасный снаряд 7,5 cm Infanterie-Granate 18 (сокр. Infanterie-Gr или Igr) имел массу 6 кг, длину (с взрывателем) 327 мм, снабжался медным ведущим пояском и окрашивался в защитный цвет. Разрывной заряд представлял собой прессованный или литой тротил с дымовой шашкой красного фосфора для лучшей видимости разрыва. Снаряд 7,5 cm Igr 18 Al отличался тем, что в состав разрывного заряда добавлялся порошкообразный алюминий, а в качестве разрывного заряда, помимо тротила, мог использоваться литой аммонал или аммонийная селитра. Также имелся осколочно-фугасный снаряд 7,5 cm Igr.40. При стрельбе на зарядах № 1—3 снаряды пробивали дерево-земляные полевые укрепления с толщиной перекрытия до 1 м, при стрельбе на зарядах № 4—5 снаряды пробивали кирпичные и бетонные стены толщиной до 25 см. При разрыве снаряда зона действительного поражения составляла 20 м в стороны, 6 м вперёд и 3 м назад. При разрыве снаряда после рикошета на высоте до 10 м зона действительного поражения составляла 12 м в стороны, 10 м вперёд и 5 м назад.
Осколочно-фугасные снаряды комплектовались четырьмя типами ударных взрывателей: латунными мгновенного действия непредохранительного типа L.Igr.Z.23 и L.W.M.Z.23 либо алюминиевыми двойного (мгновенного и замедленного) действия непредохранительного типа L.Igr.Z.23 nA и L.W.M.Z.23 nA. Тип используемого взрывателя оказывал некоторое влияние на баллистику снаряда. Взрыватели двойного действия могли устанавливаться либо на мгновенное, либо на замедленное действие путём поворота отвёрткой имеющегося на взрывателе специального крана с прорезью. Снаряды для горных пехотных орудий также могли комплектоваться механическим взрывателем Dopp.Z.S/60 Geb. двойного (дистанционного или ударного) действия.
Кумулятивные снаряды предназначались для борьбы с бронетехникой, снабжались взрывателями A.Z.38 или A.Z.38 St. непредохранительного типа мгновенного действия. Кумулятивно-осколочный снаряд 7,5 cm Igr.38 имел раздельно-гильзовое заряжание и бронепробиваемость до 75 мм. Кумулятивный снаряд 7,5 cm Igr.38HL/A имел как раздельно-гильзовое, так и унитарное заряжание, его бронепробиваемость достигала 90 мм. Снаряды снаряжались смесью тротила с флегматизированным гексогеном в соотношении 50/50 или 80/20. Стрельба кумулятивными снарядами на дальностях более 800 м считалась неэффективной вследствие их высокого рассеивания, а также невысокой настильности траектории и малой скорости полёта, что сильно затрудняло попадание в движущуюся цель.
Снаряд для целеуказания 7,5 cm Igr.Deut предназначался для создания на местности хорошо видимого ориентира. Данный снаряд комплектовался механическим взрывателем Dopp.Z.S/60 Geb. двойного действия, который при срабатывании вызывал воспламенение вышибного заряда, выбрасывающего из задней части снаряда около 120 картонных кружков кирпичного цвета и 100 картонных кружков красного цвета, которые рассыпались по местности, также имелся вариант снаряжения данного снаряда дымообразующим составом. Также для le.IG.18 существовали и химические снаряды (в 1940—1941 годах их было произведено 288,7 тыс. шт.), однако детальной информации о них не имеется. Снаряды le.IG.18 подходили для более поздних по времени разработки пехотных орудий IG 37 и IG 42, однако заряды эти орудия использовали другие.
Благодаря наличию раздельно-гильзового заряжания и 5 зарядов, а также возможности стрельбы с углом возвышения до 75° le.IG.18 отличалась хорошей «гибкостью траекторий», имея возможность ведения огня как по настильным, так и по гаубичным и даже мортирным траекториям.
| Номенклатура боеприпасов                                         |                   |                   |                                                                |                         |                                     |
| Тип                                                              | Индекс            | Масса снаряда, кг | Масса ВВ, г                                                    | Начальная скорость, м/с | Дальность табличная максимальная, м |
| Осколочно-фугасные снаряды                                       |                   |                   |                                                                |                         |                                     |
| Осколочно-фугасная граната                                       | 7,5 cm Igr.18     | 6,0               | 700                                                            | 92—212                  | 810—3480                            |
| Осколочно-фугасная граната                                       | 7,5 cm Igr.18 Al  | 5,45              | 500                                                            | 95—221                  | 860—3570                            |
| Осколочно-фугасная граната                                       | 7,5 cm Igr.40     | ?                 | ?                                                              | ?                       | ?                                   |
| Кумулятивные снаряды                                             |                   |                   |                                                                |                         |                                     |
| Кумулятивно-осколочный снаряд с взрывателем A.Z.38               | 7,5 cm Igr.38     | 2,95              | 530                                                            | 260                     | 800 (эффективная)                   |
| Кумулятивный снаряд с взрывателем A.Z.38                         | 7,5 cm Igr.38HL/A | 3,0               | ?                                                              | 260                     | 800 (эффективная)                   |
| Снаряды для целеуказания                                         |                   |                   |                                                                |                         |                                     |
| Снаряд для целеуказания с дистанционной трубкой Dopp.Z.S/60 Geb. | 7,5 cm Igr.Deut   | 5,98              | вышибной заряд, около 220 картонных кружков или дымовой состав | ?                       | ?                                   |

## Оценка проекта

### Конструкция

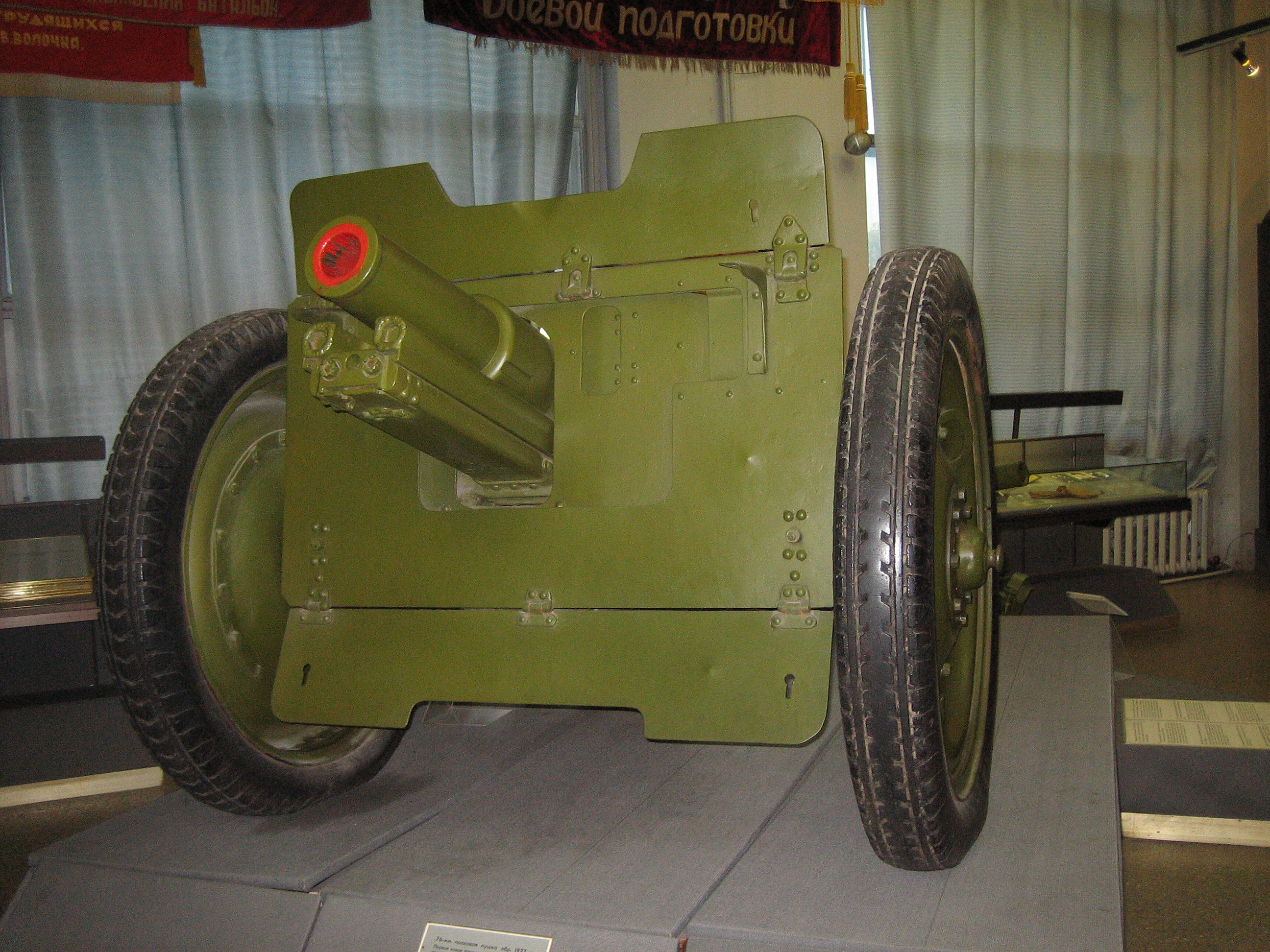
Советская 76-мм полковая пушка обр. 1927 г.

Лёгкое пехотное орудие le.IG.18 с конструктивной точки зрения являлось достаточно неординарным образцом артиллерийской системы. Устройство его однобрусного лафета с малым углом горизонтального обстрела было выдержано в консервативном ключе со времён Первой мировой войны, однако исходя из опыта «окопной войны» от орудия такого класса не требовалось ни широкого сектора горизонтальной наводки, ни возможности быстрой транспортировки. Малая масса le.IG.18 позволяла относительно легко повернуть его силами одного-двух человек в желаемом направлении, а скорость его перемещения ограничивалась темпом продвижения пехоты. Такого рода соображения были характерны для всех армий, предусматривавших в своём составе орудия непосредственной поддержки пехоты; в результате их конструкция в плане устройства лафета и характеристики подвижности в середине 1920-х были довольно сходными. Но в отличие от вооружённых сил других государств военные Веймарской республики потребовали от своего пехотного орудия возможность стрельбы не только по настильной траектории, но и по навесной с очень высокой крутизной. Тем самым le.IG.18 было резко выделено из множества прочих представителей своего класса не только величиной максимально возможного угла возвышения, но и средством его достижения — «переламывающимся» затвором. Определённым недостатком такой конструкции затвора по сравнению с полуавтоматическим клиновым, была несколько меньшая скорострельность (около 12 выстр/мин против 25 выстр/мин). В то же время, такие затворы имели лишь более поздние немецкие пехотные орудия IG.37 и IG.42, советские же полковые пушки обр. 1927 г. и обр. 1943 г. имели поршневые затворы, обеспечивающие скорострельность в те же 12 выстр/мин.
Модификация le.IG.18 для механической тяги была также вполне обыкновенным мероприятием, направленной на повышение мобильности пехотных частей путём их моторизации. В середине 1930-х годов такие усовершенствования предпринимались во многих странах для полевых артиллерийских систем практически любого назначения.

### Боеприпасы и баллистика
Прилагавшиеся к орудию боеприпасы по своим характеристикам соответствовали общему уровню развития артиллерии в то время, хотя раздельно-гильзовое заряжание, обусловленное возможностью стрельбы с исключительно гибким выбором траектории, было несвойственно «равнинной» артиллерии непосредственной поддержки пехоты других стран, предпочитавшей небольшие углы возвышения и заряжание в виде унитарных патронов. В боекомплекте отсутствовал бронебойный калиберный снаряд, который имелся у сходной по назначению и баллистике советской 76-мм полковой пушки обр. 1927 г. Однако и стандартный осколочно-фугасный снаряд калибра 75 мм обладает неплохим действием по легкобронированной технике; даже в середине 1930-х годов танки с толщиной брони около 30 мм, относительно устойчивые к попаданиям осколочно-фугасных гранат, имелись в весьма небольшом количестве и только у единичных стран. Когда опыт боевых действий вермахта во Второй мировой войне показал насущную необходимость иметь средства самообороны лёгких пехотных орудий против хорошо бронированных танков, в их боекомплект был введён кумулятивный снаряд. Предназначенные для le.IG.18 образцы таких боеприпасов позволяли поражать без труда большинство средних танков стран антигитлеровской коалиции. Проблемными были только сильно наклонённые броневые плиты в лобовой проекции некоторых типов бронетехники, например, верхняя лобовая деталь броневого корпуса советского танка Т-34. Против тяжёлых танков как ИС-2 или Mk.IV «Черчилль» кумулятивные 75-мм боеприпасы были малоэффективны — их бронепробиваемость в 90 мм достигалась строго при нормальном попадании, что равнялось толщине бортовой брони ИС-2. На основании изучения немецких кумулятивных снарядов для короткоствольных 75-мм орудий, в том числе и le.IG.18, советские конструкторы в 1942 году разработали свой вариант такого оружия в первую очередь для 76-мм полковых пушек.
Баллистические свойства le.IG.18 были вполне адекватными для задач, ставившихся в то время орудиям такого класса и назначения. Основным ограничением начальной скорости служила прочность лафета, масса которого была жёстко ограничена требованиями подвижности. Необходимость повышения начальной скорости снаряда появилась во время Второй мировой войны, когда пехотным орудиям пришлось противодействовать бронетехнике противника. Для более точной стрельбы, особенно по движущимся целям, требовалось увеличить дальность прямого выстрела, когда можно пренебречь кривизной траектории снаряда при прицеливании. Этого можно было достичь только увеличением начальной скорости, что и было реализовано в более поздних пехотных орудиях IG.37 и IG.42. Однако при этом требовалось сохранить малой общую массу артиллерийской системы, что в результате привело к использованию в их конструкциях дульного тормоза. Для действующих непосредственно на передовой орудий их демаскировка при выстреле поднятой пылью или снегом, которую вызывали прошедшие через дульный тормоз пороховые газы, была крайне нежелательным явлением. У le.IG.18 такого недостатка не было.

### Организационно-штатная структура

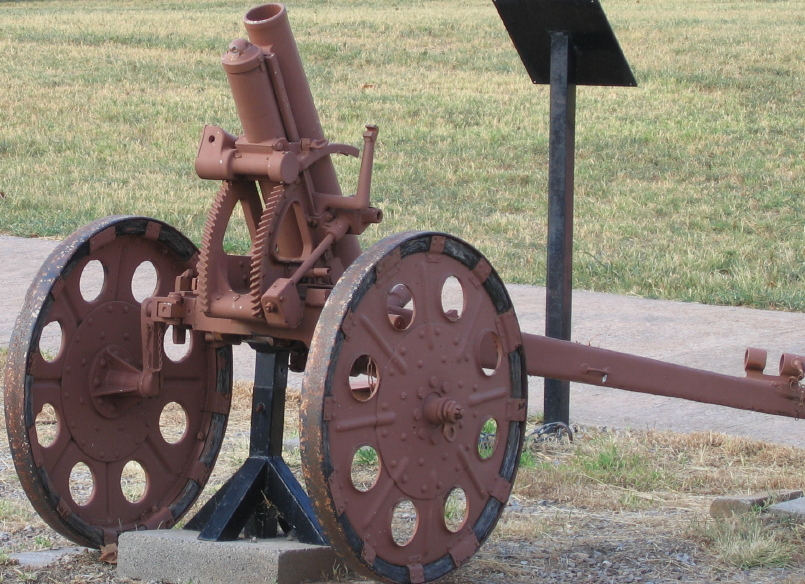
Японская 70-мм батальонная гаубица Тип 92

Немалую роль в эффективности использования того или иного оружия имеют организационные и кадровые вопросы. В этом плане немецкий полк пехотной дивизии вермахта имел ощутимое преимущество практически за всё время Великой Отечественной войны над полком стрелковой дивизии РККА как по числу лёгких орудий (6 le.IG.18 против 4 полковых орудий с июля 1941 года), так и по гибкости использования — в частности, в ряде случаев немецкие батальоны имели свои лёгкие пехотные орудия, что позволяло применять их там, где нужно было этому батальону, без просьб о выделении средств поддержки, подчиняющихся непосредственно командованию полка. Для эффективного ведения огня с закрытых позиций от личного состава требовалось хорошее знание артиллерийского дела в области математики и управления огнём. Однако в довоенном Третьем рейхе подготовка артиллеристов и преподавание необходимых для этого школьных предметов были очень хорошо поставлены, что позволило обеспечить необходимыми специалистами полковой и даже батальонный уровень армейской иерархии подчинения. Для сравнения, в РККА несмотря на все успехи в народном образовании и повышении грамотности новобранцев знания математики были недостаточны. В Красной армии трофейные le.IG.18 использовались преимущественно для стрельбы прямой наводкой, поскольку навесная стрельба была сложна в освоении недостаточно подготовленным личным составом.
Ведение навесного огня на полковом уровне в РККА возлагалось на 120-мм миномёты, отсутствовавшие на вооружении вермахта (впрочем, как и армий других государств) до 1943 года. По сравнению с тяжёлым миномётом le.IG.18 отличалась большей универсальностью (возможность ведения как навесного, так и настильного огня) и возможностью нахождения непосредственно в боевых порядках пехоты (что обеспечивало максимально быстрое открытие огня по обнаруженным целям и упрощение пристрелки). В ряде случаев немецкое орудие выигрышнее смотрелось и в плане подвижности, несмотря на его более высокую массу. К подобным ситуациям относилось перемещение на короткие расстояния только силами расчёта благодаря наличию встроенного колёсного хода (для 120-мм миномёта требовался присоединяемый колёсный ход, которым комплектовались не все его модификации, причём для перевода его в походное положение и обратно в боевое требовалось некоторое время), а также буксировка по асфальтированному шоссе. У приспособленной для этого le.IG.18 имелось подрессоривание колёсного хода, которого была лишена повозка для 120-мм миномёта, поэтому скорость перемещения последней за тягачом по шоссе ограничивалась 35 км/ч. Кроме того, кучность огня орудия по сравнению с миномётом существенно выше — так, при стрельбе по навесной траектории на дистанцию 2 км, при примерно равном срединном отклонении по дальности (19—20 м) лёгкое пехотное орудие имеет вдвое меньшее боковое срединное отклонение (4 м против 8,6 м у миномёта); при стрельбе же на ту же дистанцию по настильной траектории боковое срединное отклонение снижается до 1 м. Преимуществом 120-мм миномёта являлось большее могущество боеприпаса и значительно меньшая стоимость (немецкий миномёт 12 cm Gr.W.42, являвшийся копией советского 120-мм миномёта обр. 1938 г., стоил 1200 рейхсмарок, то есть в 5,6 раз дешевле le.IG.18). В то же время, не следует забывать о наличии в вермахте на полковом уровне 150-мм тяжёлых пехотных орудий, а также введение с 1943 года в организационно-штатную структуру 120-мм миномётов.

### Зарубежные аналоги
Зарубежные аналоги 7,5 cm leichtes Infanteriegeschütz 18 представлены советскими, японскими и бельгийскими орудиями. Хотя артиллерия калибра 75—76 мм активно использовалась также армиями других стран (в частности, США и Италии), но по баллистическим качествам и месте в организационно-штатной структуре она не являлась полным аналогом лёгких немецких, советских и японских артиллерийских систем, предназначенных для непосредственной поддержки пехоты огнём и колёсами на полковом или батальонном уровне армейской иерархии. Основные характеристики le.IG.18, более поздних немецких пехотных орудий IG.37 и IG.42, советских 76-мм полковых пушек обр. 1927 г. и обр. 1943 г., а также японской 70-мм батальонной гаубицы «Тип 92» и бельгийской полковой мортиры Canon de 76 FRC приведены в следующей таблице:
| Характеристика                        | le.IG.18            | IG.37               | IG.42               | обр. 1927 г.                              | обр. 1943 г.                              | Тип 92              | Canon de 76 FRC  |
| ------------------------------------- | ------------------- | ------------------- | ------------------- | ----------------------------------------- | ----------------------------------------- | ------------------- | ---------------- |
| Страна                                | Нацистская Германия | Нацистская Германия | Нацистская Германия | Союз Советских Социалистических Республик | Союз Советских Социалистических Республик | Япония              | Бельгия          |
| Назначение и тип                      | пехотное орудие     | пехотное орудие     | пехотное орудие     | полковая пушка                            | полковая пушка                            | батальонная гаубица | полковая мортира |
| Калибр, мм/длина ствола, клб          | 75/11,8             | 75/21               | 75/21               | 76,2/16,5                                 | 76,2/19,4                                 | 70/10,3             | 76/7.8           |
| Масса в боевом положении, кг          | 400                 | 530                 | 595                 | 740—920                                   | 600                                       | 212                 | 243              |
| Максимальная дальность огня, м        | 3550                | 4800                | 5150                | 7200                                      | 4200                                      | 2788                | 2200             |
| Максимальный угол ВН, град            | 75                  | 24                  | 32                  | 24,5                                      | 25                                        | 75                  | 80               |
| Максимальный угол ГН, град            | 11                  | 60                  | 78                  | 4,5                                       | 60                                        | 45                  | 40               |
| Масса осколочно-фугасного снаряда, кг | 6,0                 | 6,0                 | 6,0                 | 6,2                                       | 6,2                                       | 3,76                | 4,64             |

По сравнению с советскими образцами le.IG.18 имеет явное преимущество в виде существенно (в 1,5—2 раза) меньшей массы в боевом положении, особенно в сравнении с близкой по времени создания 76-мм полковой пушкой обр. 1927 г., и намного бо́льшие возможности по выбору траектории стрельбы. Это позволяет немецкой системе эффективно поражать цели, укрытые в балках, оврагах, траншеях и ходах сообщения или открыто расположенные на обратных скатах высот, что является затруднительным и в некоторых случаях невозможным для советских полковых орудий. Только японская 70-мм гаубица «Тип 92» и бельгийская 76-мм мортира Canon de 76 FRC обладают аналогичными характеристиками по максимальному углу возвышения и выигрывают у le.IG.18 по величине сектора горизонтальной наводки и массе в боевом положении. Однако платой за это стал очень лёгкий для своего калибра снаряд и наименьшие среди всех представленных в таблице орудий максимальная дальность стрельбы. Дальность стрельбы советской полковой пушки обр. 1927 г. значительно превышает таковую немецкого орудия, но для полкового орудия необходимость в ведении огня более чем на 3—4 км возникает редко. Советская полковая пушка обр. 1943 г. по максимальной дальности стрельбы отличалась от le.IG.18 лишь на 0,7 км. Очевидным преимуществом пушки обр. 1927 г. был богатый ассортимент боеприпасов, включавший в себя в том числе калиберные бронебойные снаряды, шрапнель и картечь. Ассортимент боеприпасов пушки обр. 1943 г. был довольно скуден (осколочно-фугасные и кумулятивные снаряды). В качестве преимущества советских полковых орудий по сравнению с le.IG.18 отмечается их конструктивная простота и существенно меньшая стоимость.
С 1936 года в СССР велись работы по созданию нового полкового орудия, утверждённые тактико-технические требования которого включали наличие максимального угла возвышения не менее 70°. Итогом данных работ стало создание нескольких опытных образцов таких орудий, созданных различными конструкторскими бюро, ни один из которых довести до серийного производства не удалось. В 1942 году были выдвинуты новые требования к такому орудию, не включавшие большой максимальный угол возвышения, — более важным считалось снижение массы орудия и его максимальная унификация с уже находящимися в производстве артиллерийскими системами. В результате, ко второй половине войны явно наметилась тенденция к конвергенции характеристик немецких и советских орудий, что видно на примере IG.37, IG.42 и 76-мм полковой пушки обр. 1943 г. — с немецкой стороны возросла начальная скорость, а с советской уменьшилась; все эти образцы использовали лафеты с раздвижными станинами для обеспечения большого угла горизонтальной наводки. Немецкие военные в дальнейшем развитии своих пехотных орудий отказались от наличия у них мортирных и гаубичных свойств, бывших «изюминкой» у le.IG.18. Одной из причин стала трудность подготовки кадров в военное время для максимально полного раскрытия такого рода возможностей классических артиллерийских орудий (в первую очередь высокой точности огня при стрельбе с закрытых позиций) при наличии пусть менее точных, но более лёгких в освоении 81-мм миномётов в батальоне и 120-мм миномётов в полку. В то же время, принятие на вооружение и запуск в производство IG.37 и IG.42 не означал отказа от le.IG.18, которое продолжало производиться до конца войны в бо́льших количествах, чем упомянутые более новые орудия.

## Сохранившиеся экземпляры
Комплектные 7,5 cm leichtes Infanteriegeschütz 18 можно увидеть в военных музеях Западной Европы и Северной Америки, например, в музее бундесвера в Дрездене и музее Второй мировой войны в Новом Орлеане (вариант с металлическими колёсами), военном музее в Оттаве и коллекции техники бундесвера в Кобленце (вариант с деревянными колёсами). Орудие с металлическими колёсами (без шин) экспонируется в военном музее Белграда. В России в музее Обороны Москвы экспонирован восстановленный, комплектный экземпляр пушки на металлических колесах, некомплектные и сильно повреждённые орудия этого типа имеются в Центральном музее Великой Отечественной войны в Москве, в Омске и музее уникальной техники в Мышкине. Также два экземпляра le.IG.18 (на металлических и деревянных колёсах) восстанавливаются группой энтузиастов для использования в исторических реконструкциях.
В Санкт- Петербурге имеется хорошая копия данного орудия на металлических колёсах, применяется в постановках боев ВОВ.

## le.IG.18 в сувенирной и игровой индустрии

7,5 cm le.IG.18 в компьютерной игре «Искусство войны. Африка 1943»

Сборные пластиковые модели-копии 7,5 cm leichtes Infanteriegeschütz 18 выпускаются американской фирмой Pegasus Hobbies в масштабе 1:72 в комплекте с моделями солдат расчёта, а также в том же масштабе украинской фирмой АСЕ (возможна сборка модификаций как с металлическими, так и с деревянными колёсами). В масштабе 1:35 модель орудия из полиуретановой смолы выпускается украинской фирмой Dnepromodel. В этом же масштабе пластиковую модель орудия (модификации с металлическими и с деревянными колёсами) выпускает китайская фирма Vision Models, набор комплектуется двумя фигурками. В масштабе 1:100 (15 мм) пластиковая модель орудия с расчетом выпускается фирмой Plastic Soldier Company.
le.IG.18 можно увидеть в ряде компьютерных игр. Наиболее часто орудие представлено в стратегиях различной направленности: стратегиях в реальном времени, таких как Company of Heroes 2 (появилось после выхода DLC "The Western Front Armies", доступно при игре за OKW), Sudden Strike, «Чёрные бушлаты», «Сталинград», и варгеймах, таких как Combat Mission II: Barbarossa to Berlin, и получившей высокие оценки критиков за реалистичность серии игр «Искусство войны», таких как «Искусство войны. Африка 1943» и «Искусство войны. Курская дуга».
Отражение тактико-технических характеристик артиллерии и особенностей её применения в бою во многих компьютерных играх далеко от реальности.

### Сноски
1. ↑  С определённым артиклем название орудия записывается как Das 7,5 cm leichte Infanteriegeschütz 18 и иногда приводится в таком виде и без определённого артикля в публикациях негерманского происхождения.
2. 1 2  На первом и последнем зарядах соответственно.
3. 1 2  См. технические характеристики и описания серийных артиллерийских орудий в следующих справочниках:
  - Ian Hogg. Artillerie des 20. Jahrhunderts. — Gondromverlag, Bindlach, 2001. — ISBN 3-8112-1878-6.
  - Alexander Lüdeke. Deutsche Artillerie-Geschütze 1933—1945. — Motorbuch Verlag, Stuttgart, 2010, S. 29. — ISBN 978-3-613-03150-0.
  - Широкорад А. Б. Энциклопедия отечественной артиллерии. — Минск: Харвест, 2000. — 1156 с. — ISBN 985-433-703-0. и др.
4. ↑  В советской статистике поражений танков типа ИС-2 в 1944 году доля кумулятивных боеприпасов характеризовалась как практически отсутствующая. В 1945 году в городских боях их доля резко возросла, но это были выстрелы ручных противотанковых гранатомётов «Панцершрек» и «Фаустпатрон», обладавших существенно большей пробивной способностью, чем 75-мм артиллерийский кумулятивный снаряд. И. Желтов и др. Танки ИС. // Танкомастер, спецвыпуск, 2004, стр. 46 и 47